# Морски вукови
Морски вукови (Anarhichadidae) је породица риба из реда гргечки (Perciformes).
Они настањују хладне воде сјеверног Атлантика и Тихог океана, гдје живе на континенталном прагу (шелфу), до дубина око 600 метара. Хране се са дна, бескичмењацима са јаким оклопима, као што су шкољке, бодљокошци и ракови, које дробе јаким очњацима и кутњацима. Најдуже врсте, Anarrhichthys ocellatus, нарастају до 240 центиметара у дужину.